# ある女の存在証明
『ある女の存在証明』（あるおんなのそんざいしょうめい、伊: Identificazione di una donna）は、1982年のイタリア映画である。

## ストーリー
新作のヒロインのイメージが浮かばず迷っている映画監督ニコロを主人公に、彼の経験する愛と別れの模様を描いたラブ・ロマンス。

## キャスト
- ニコロ：トーマス・ミリアン
- マヴィ：ダニエラ・シルヴェリオ
- イーダ：クリスティーヌ・ボワッソン
- プールサイドの女の子：ララ・ウェンデル

## 受賞歴
第35回カンヌ国際映画祭において、35周年記念賞（ミケランジェロ・アントニオーニの業績に対して）を受賞した。